# Black Rose
Black Rose foi uma banda dinamarquesa de hard rock e heavy metal com King Diamond nos vocais. A banda começou em 1979, e tinha influências de bandas como Deep Purple e Golden Earring. King Diamond já tinha uma presença de palco teatral e artística muito alta, da qual ele ganhou fama depois na banda Mercyful Fate. A banda não durou por muito tempo pois King Diamond entrou para o Mercyful Fate.

## Membros
- King Diamond (Kim Bendix Petersen) - vocal
- Jørn Bittcher - guitarra
- Jez Weber - baixo, vocal de apoio
- Kurt Jürgens - bateria, vocal de apoio
- Ib Enemark - teclado

## Discografia
- 20 Years Ago: A Night of Rehearsal - Esse álbum foi gravado com a banda Black Rose, mas só foi lançado 20 anos depois, como um álbum de King Diamond.